# Drešinja vas
Drešínja vás (v Drešínji vási, drešínjski, Dreš(i)njáni) je naselje v Občini Žalec. Slovensko ime izhaja iz nemškega Dreschendorf, ki v prevodu pomeni "vas, v kateri se mlati (žito)".
Leži v Savinjski dolini ob regionalni cesti Celje-Ljubljana, med Petrovčami in Levcem. Je tipična ulična agrarna vas skozi katero pelje vaška cesta, ki se odcepi od regionalne ceste in pelje proti severu, kjer naselje meji na reko Ložnico. Vas obdajajo pretežno nasadi hmelja.

## Zgodovina

### Mlajša železna doba in antika
Področje, kjer se danes nahaja Drešinja vas, je imelo naselbino že okoli leta 300 pr. n. št., kar so med rigolanjem (rahljanje zemlje z (zelo) globokim prekopavanjem, oranjem) za nov hmeljski nasad ugotovili leta 1889. Odkrili so plano grobišče iz latenske oziroma mlajše železne dobe in rimske dobe. Med izkopavanji je bilo odkritih, in žal večina tudi uničenih, sto žar s pridatki (železni meči, noži, sulice, puščice, ščitne grbe itd.). Rimskemu 1. stoletju n. št. pripadajo dišavnice, fibula, prstan, oljenka in skodelica. Grobišče je bilo zelo obsežno, grobovi so ležali v globini 1,20 m. Del najdenih predmetov danes hrani Pokrajinski muzej Celje, ostalo pa je bilo izgubljeno ali uničeno.
Mimo Drešinje vasi je v starem veku vodila Jantarjeva pot, kateri je sledila rimska cesta, ki se je ločila od prejšnje po tem, da je bila na določenih odsekih tlakovana.

### Srednji in novi vek
Kraj se v srednjem veku prvič omenja v nepristni darilni listini iz leta 1016 (15.4.1016). Vas so takrat imenovali Traskendorf. Z njo je cesar Henrik II. podaril 30 kraljevih kmetij v Drešinji vasi grofu Viljemu (II.), ki je bil mejni grof Savinjske krajine (marke ali mejne grofije) in grof Brež (Friesach) ter mož svete Eme Krške. Podelitev je bila potrjena z listino cesarja Konrada II. iz leta 1028 (30.12.1028), kjer je vas poimenovana kot Transkendorf. Kasneje se kraj imensko pojavlja še v naslednjih oblikah: 18.10.1130 Trachendorf, 1401 Droschendorf, 1424 in 1426 Drosseldorf, 1436 Droschendorff oz. Droschendorfer, ok. leta 1440 Draschndorf, 1441 Droschendorf, 1444 Draschendorff, 1457-1461 Drasschendorff oz. Drasschendorffer, 1460 Draschendorf in 1466 Draschenndorf.
Skozi zgodovino je vas večkrat prizadela kuga, še posebej leta 1682. Ob regionalni cesti pri vhodu v vas je bilo sredi 16. stoletja postavljeno kužno znamenje z osmerokotnim stebrom, na katerem je bilo pravokotno znamenje z odprtinami. Leta 1721 je bilo to znamenje popravljeno (letnica na stebrišču). Na istem mestu je danes postavljeno novo znamenje iz 90-tih let 20. stoletja, staro je bilo uničeno v prometni nesreči.

### 19. in 20. stoletje
Drešinjska gmajna na severu vasi (Laze, Lipovca, Pod logom) je bila ok. l. 1850 razdeljena med 36 posestnikov.
Leta 1867 je požar uničil 84 vaških poslopij.
Po drugi svetovni vojni je oblast nacionalizirala Šribarjevo veleposestvo, kjer so najprej zgradili več svinjakov, ki pa so jih po reorganizaciji državnih kmetijskih gospostev opustili. Kasneje so jih uporabljali deloma kot stanovanja in deloma kot skladišča KK Hmezada, iz ene pa je nastal novi gasilski dom z dvorano za kulturne prireditve, ki je še danes središče vaškega dogajanja. Stari gasilski dom sredi vasi je bil preurejen v zasebno šolo. Gasilsko društvo je nastalo leta 1914.

### Obletnica
Drešinja vas je 21. maja 2016 praznovala tisočo obletnico najstarejše znane omembe kraja.

### Drešinja vas v številkah
Leta 1760 je v vasi živelo 251 prebivalcev, leta 1869 254, 1880 231, leta 1890 247, leta 1900 243, leta 1910 342, leta 1931 264, leta 1948 288, leta 1953 294, leta 1961 288, leta 1971 328, leta 1981 303, leta 1991 258, leta 2001 255.
Leta 1760 je bilo v vasi 51 hiš, 1945 49 in 2004 88 hiš.

## Znane osebnosti, povezane s krajem
- Marianne Elisabeth Lloyd-Dolbey, prevajalka in osebna tajnica brunejskega sultana
- Aleksander Hribovšek, zgodovinar, grboslovec in zastavoslovec